# Kefersteinia maculosa
Kefersteinia maculosa är en orkidéart som beskrevs av Robert Louis Dressler. Kefersteinia maculosa ingår i släktet Kefersteinia och familjen orkidéer. Inga underarter finns listade i Catalogue of Life.